# Mondorf-les-Bains Concours d'Elegance & Luxembourg Classic Days
Pour les articles homonymes, voir Mondorf-les-Bains et Concours d'élégance.
Mondorf-les-Bains Concours d'Elegance & Luxembourg Classic Days est un prestigieux concours d'élégance de voitures de collection de prestige. Il est organisé tous les ans depuis 2013 dans le parc du domaine thermal de la ville thermale de Mondorf-les-Bains au Luxembourg,.

## Historique
Cet événement annuel est organisé par le Gentlemen Drivers Club ASBL & MAW Events SARL, avec l’exposition de près de 150 véhicules anciens de prestige dans le parc du domaine thermal et Casino 2000 de Mondorf-les-Bains,, pour 6000 à 10000 visiteurs. Tous les profits sont reversés à la fondation Make-A-Wish-Luxembourg,.

Quelques participantes
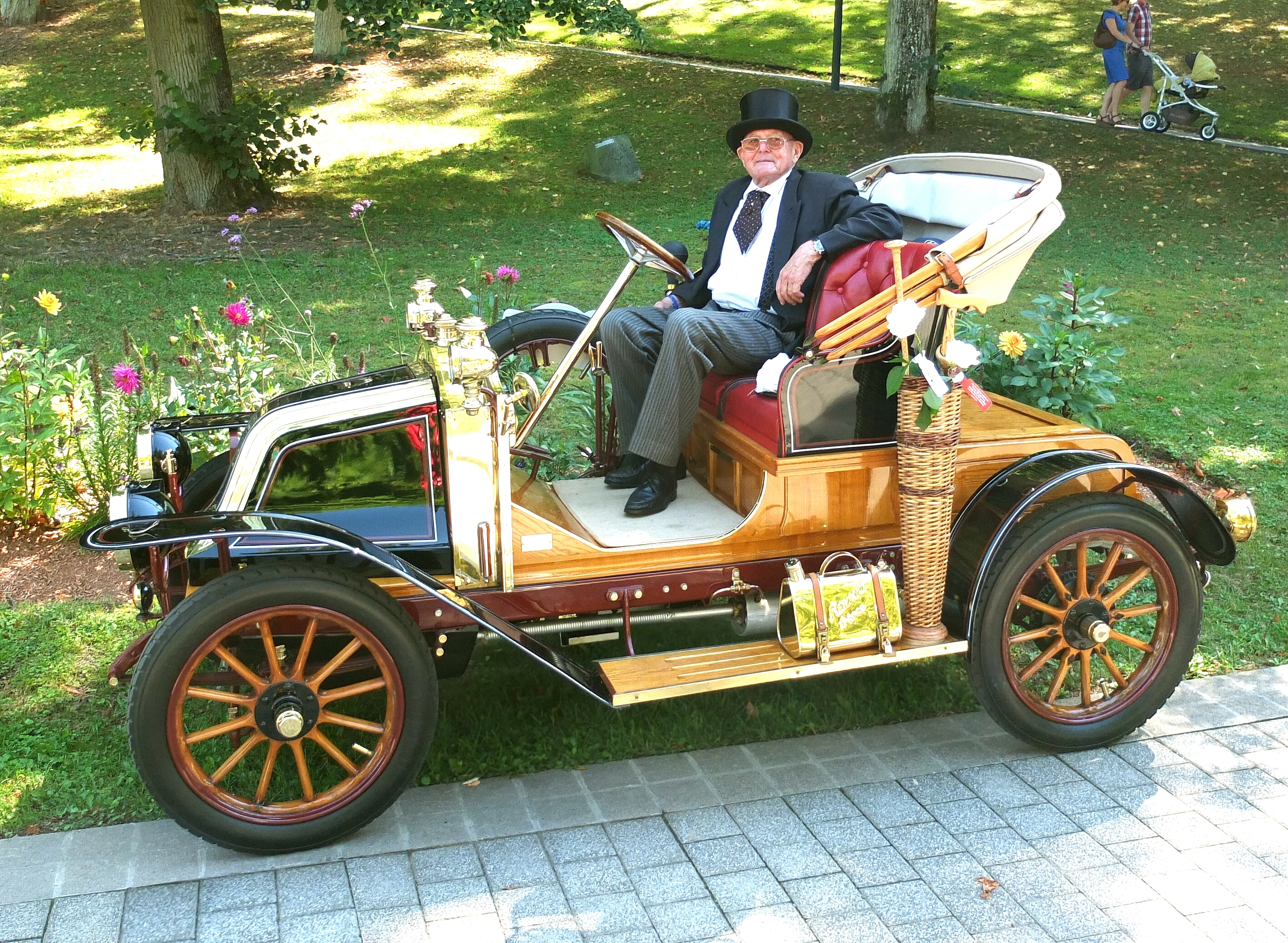
Renault Type AX (1910)
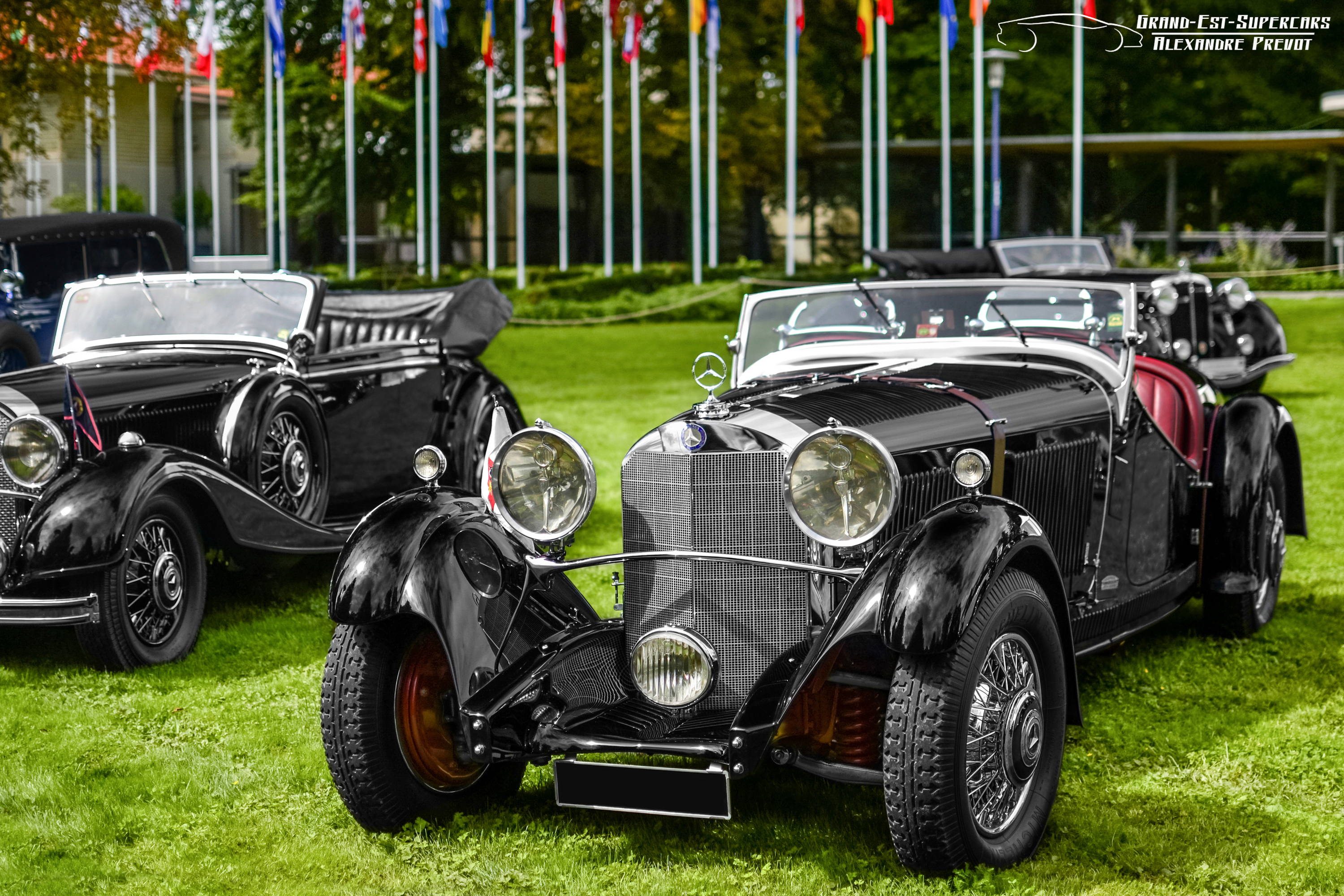
Mercedes-Benz 380K (1933)
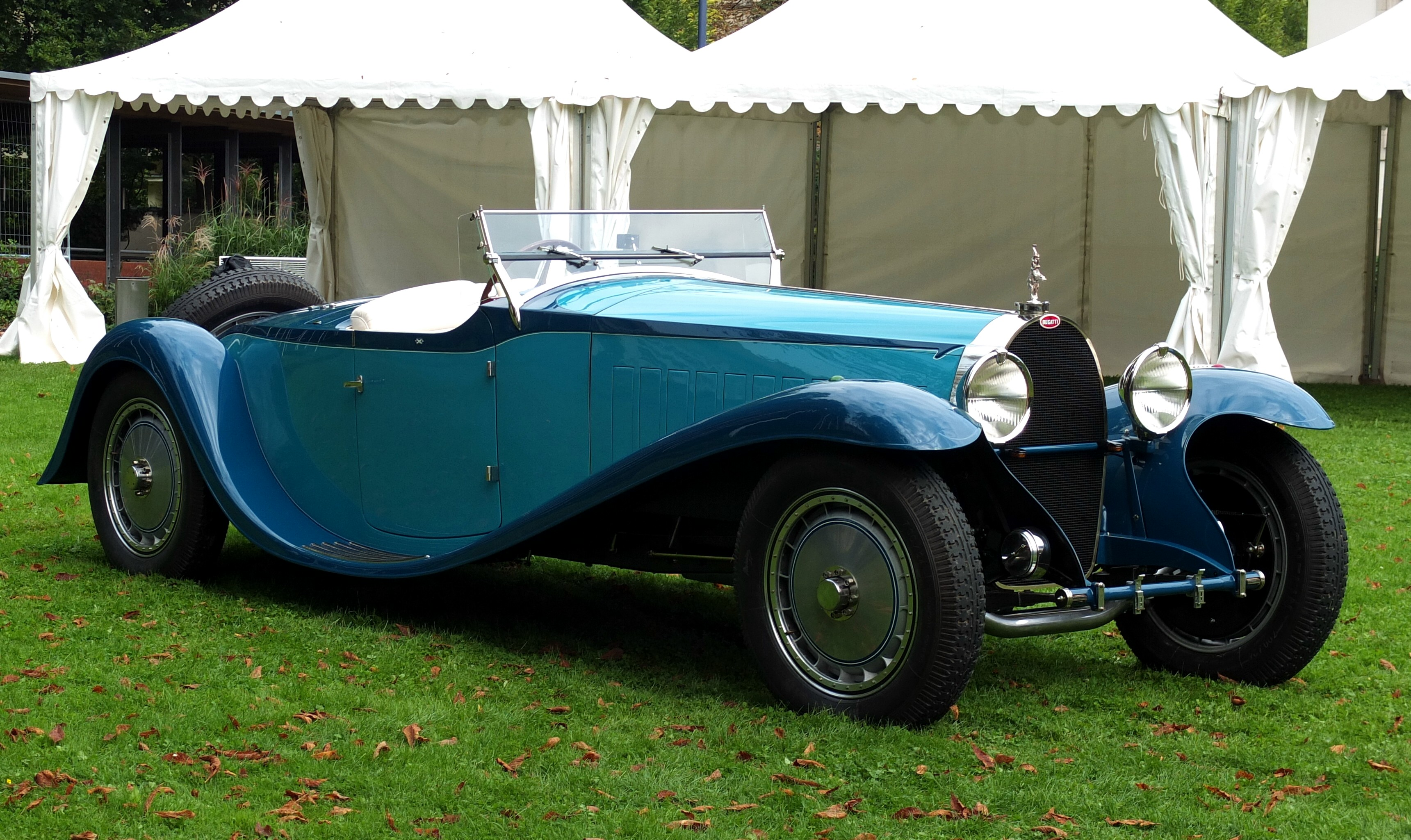
Bugatti Royale Type 41 Esders Roadster (1932)
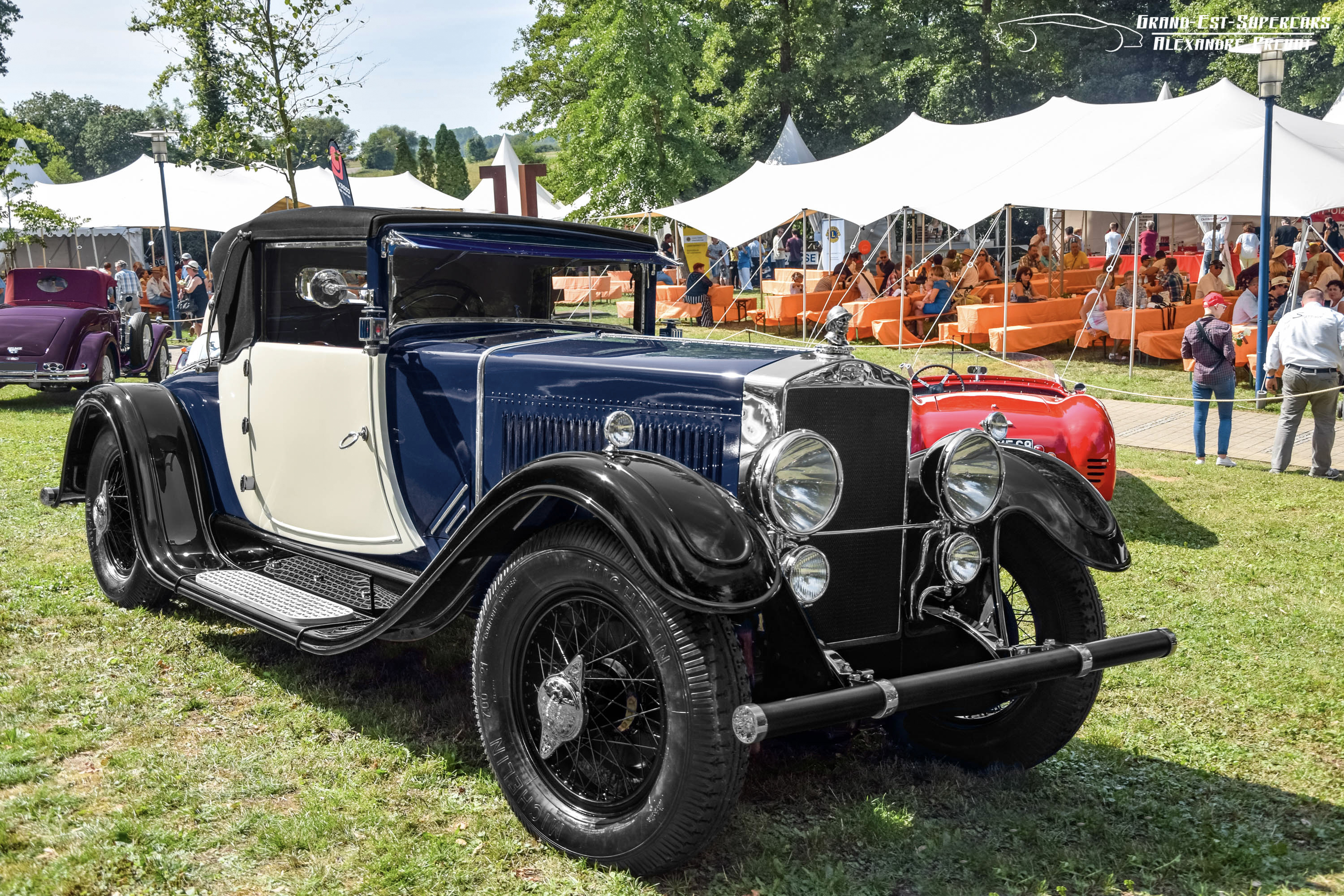
Excelsior Albert 1er (1927)
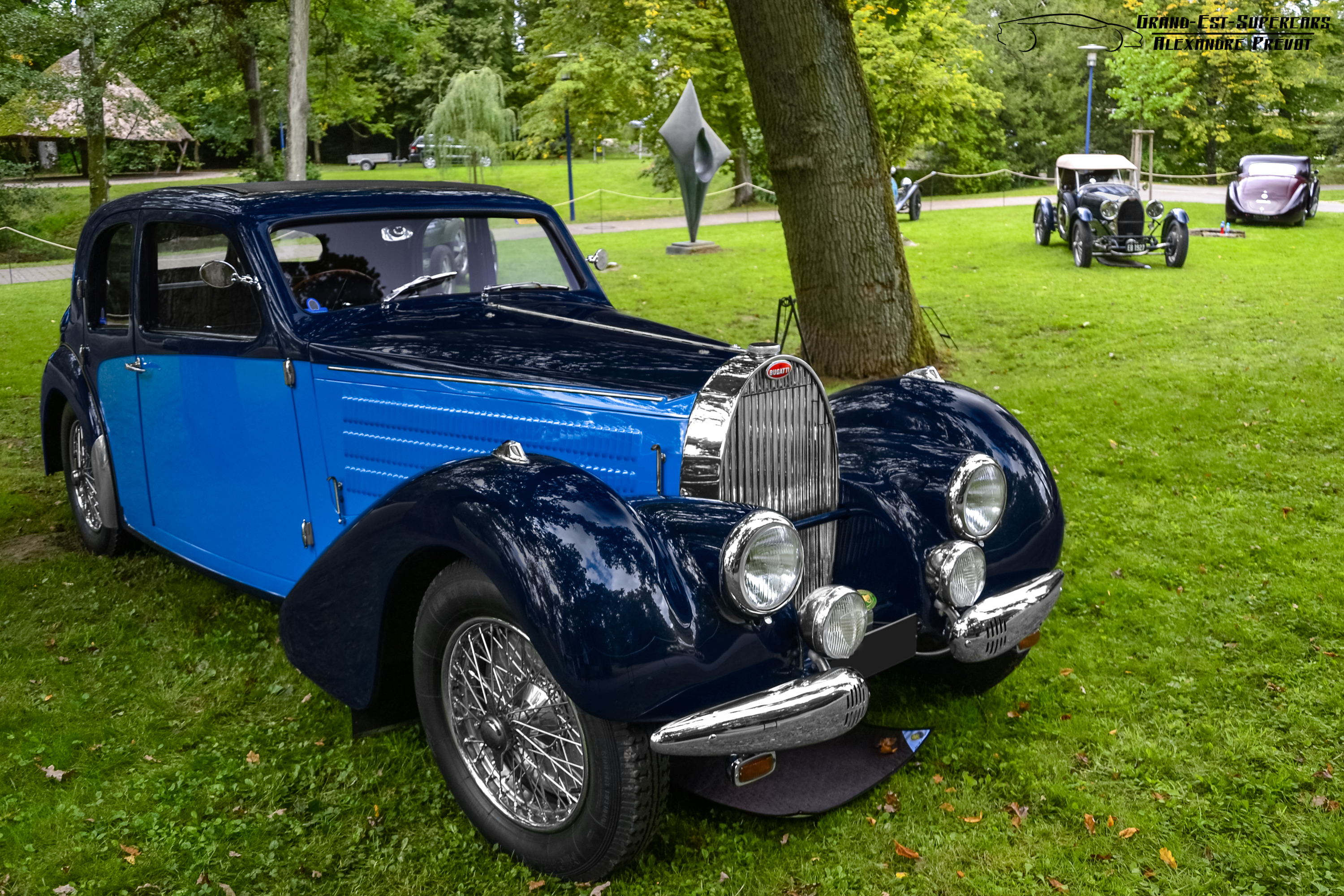
Bugatti Type 57 Galibier (1937)
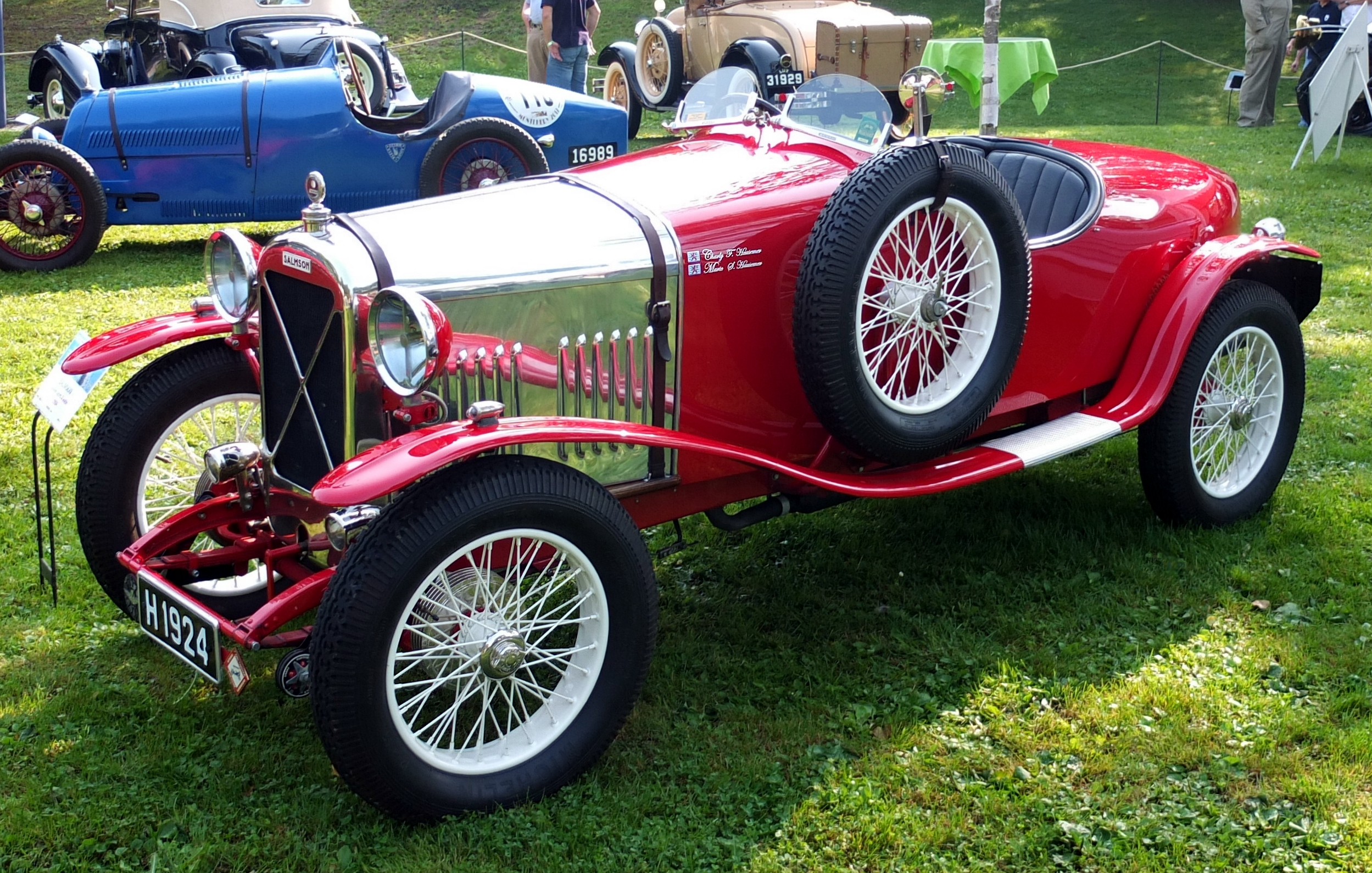
Salmson Grand Sport (1924)
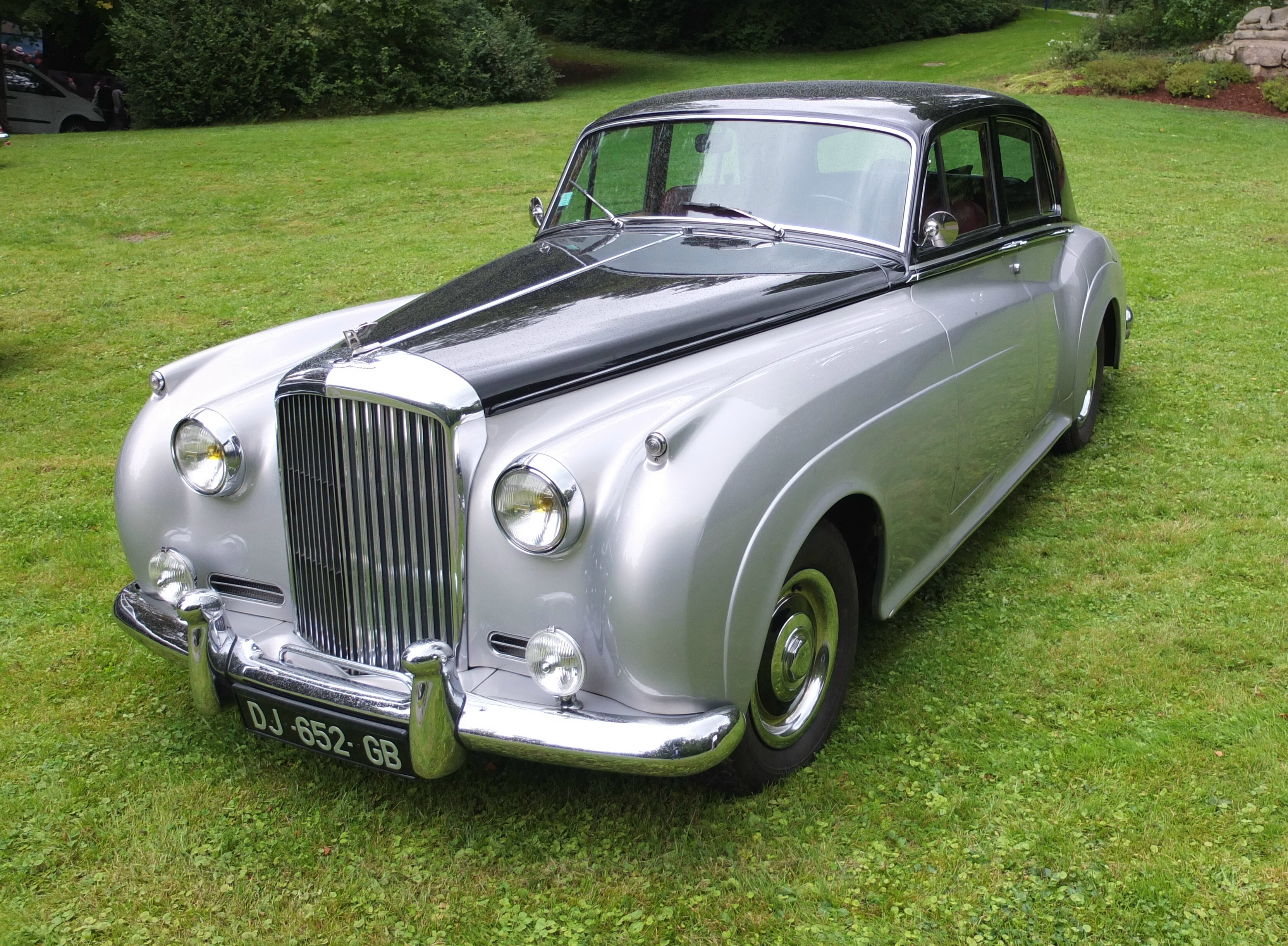
Bentley S1 (1959)
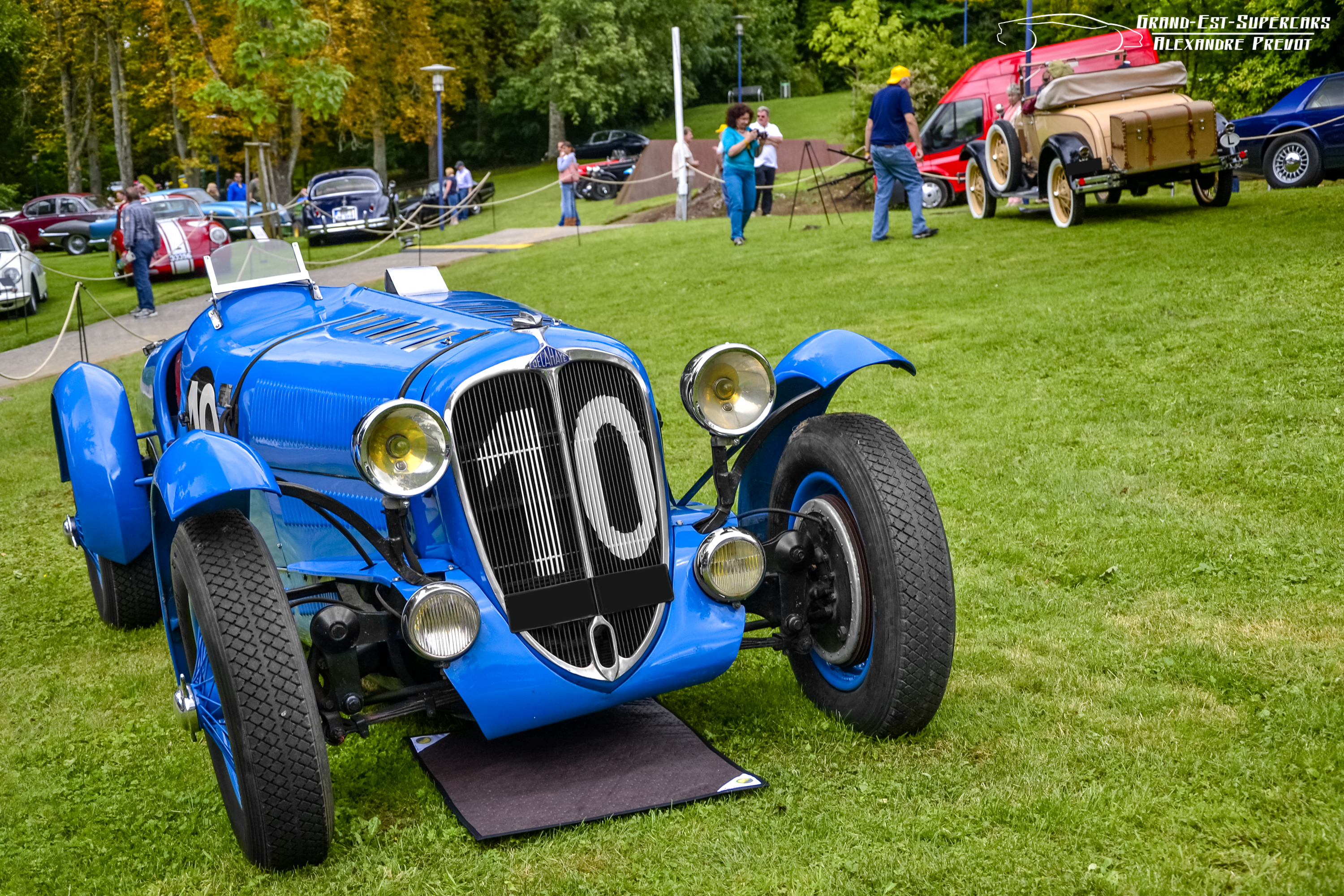
Delahaye Type 135 CS
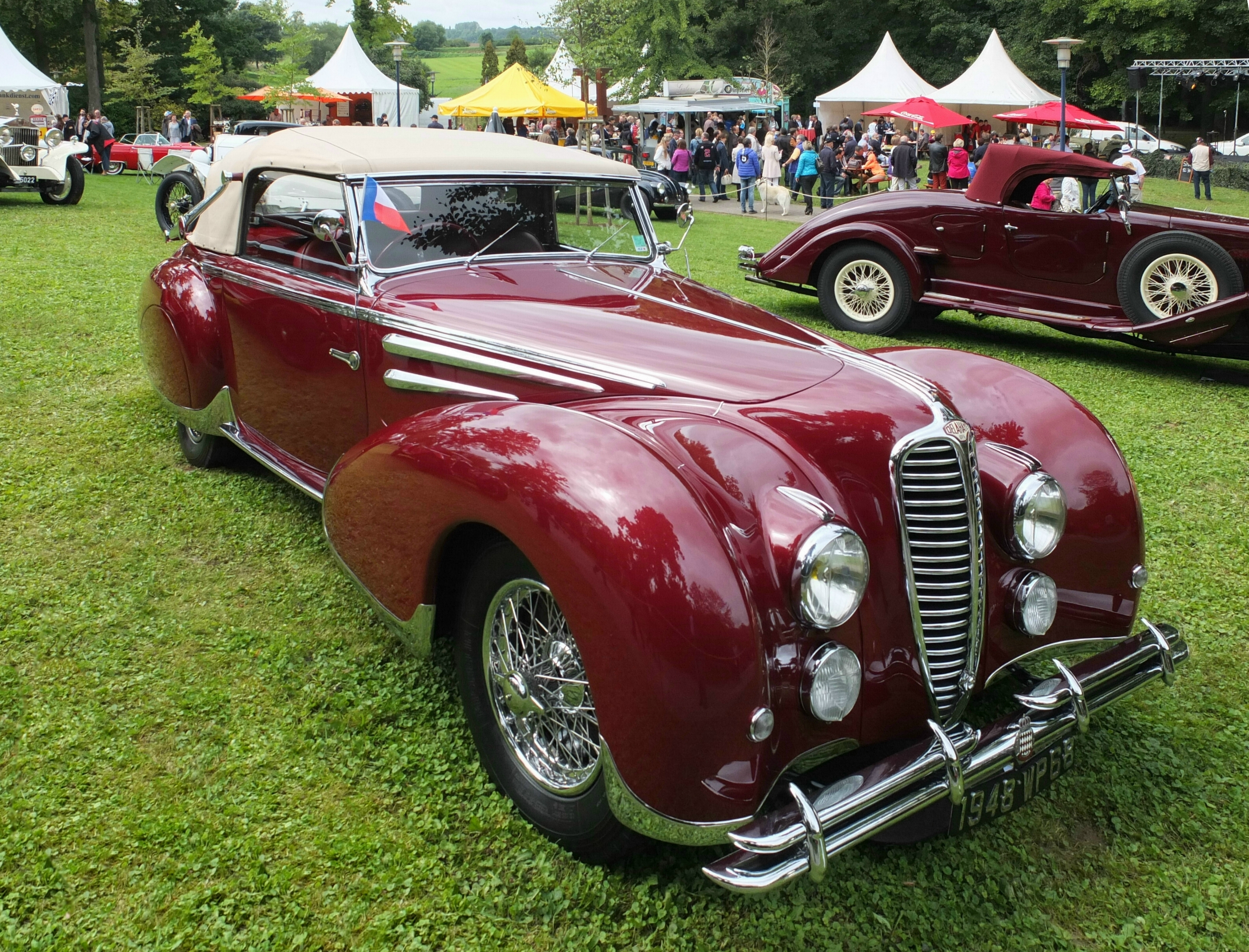
Delahaye Type 135 M Figoni & Falaschi (1948)
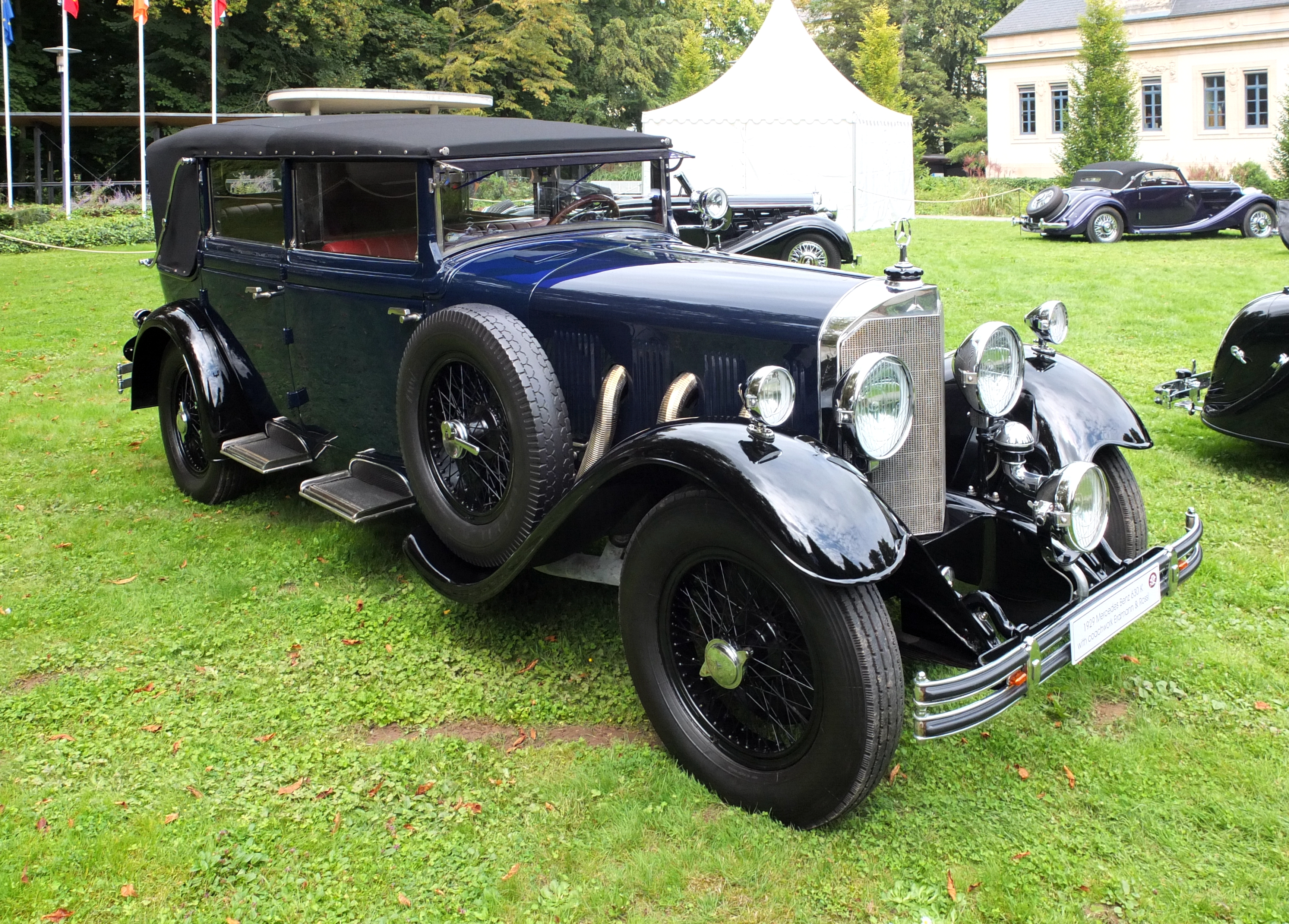
Mercedes-Benz 630K Erdmann & Rossi (1929)
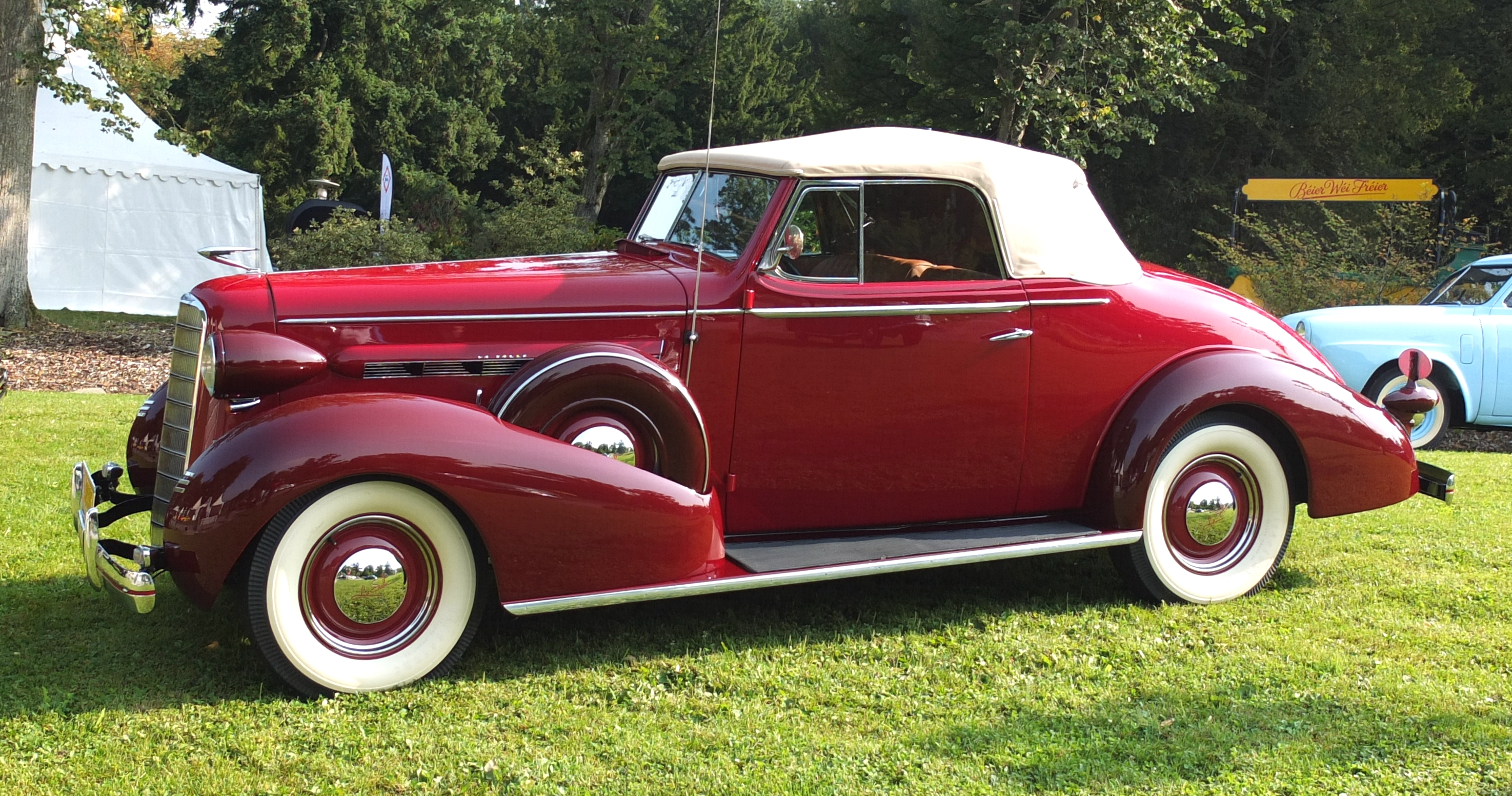
LaSalle Roadster (1936)
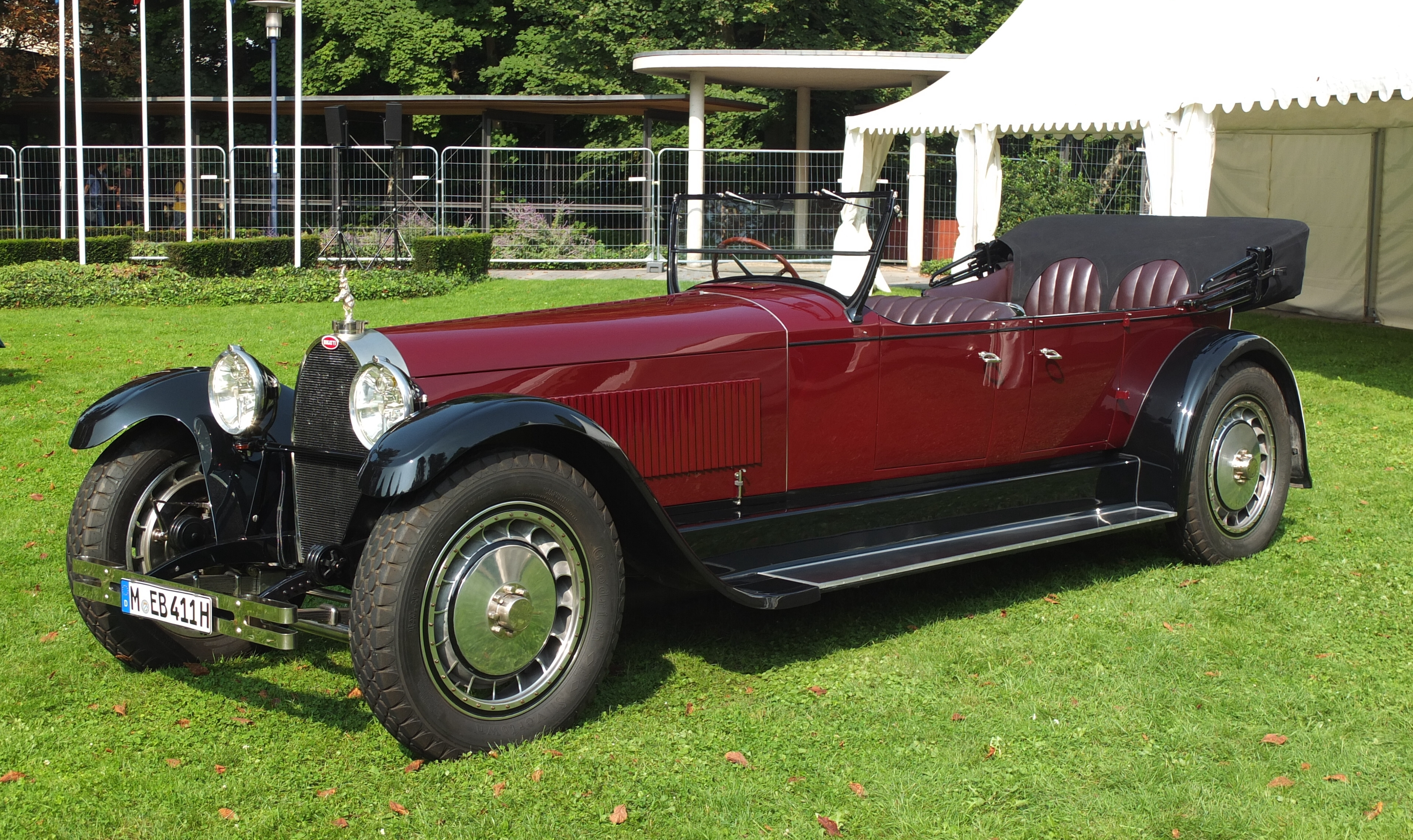
Bugatti Royale Type 41 Packard (1926)
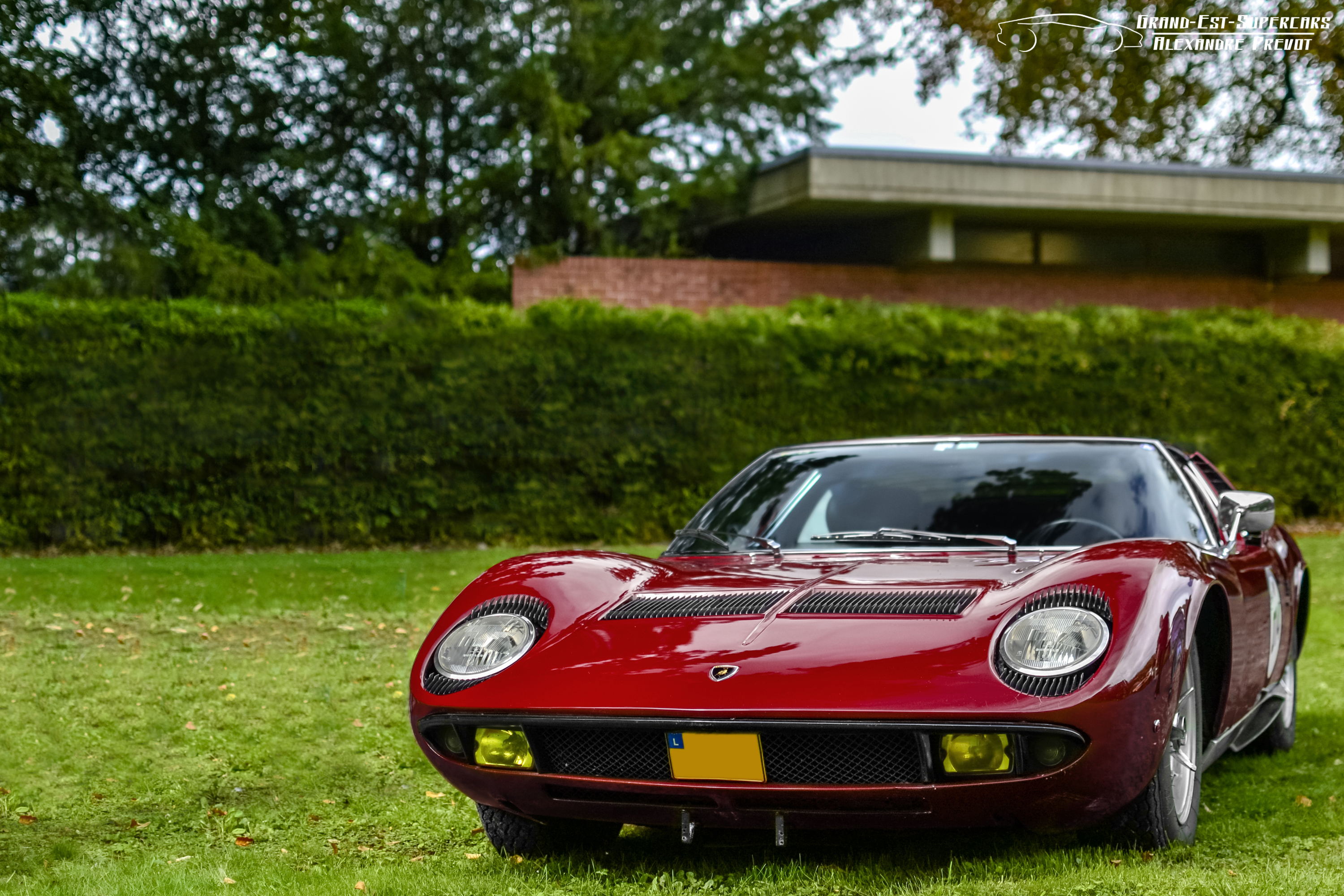
Lamborghini Miura S (1970)
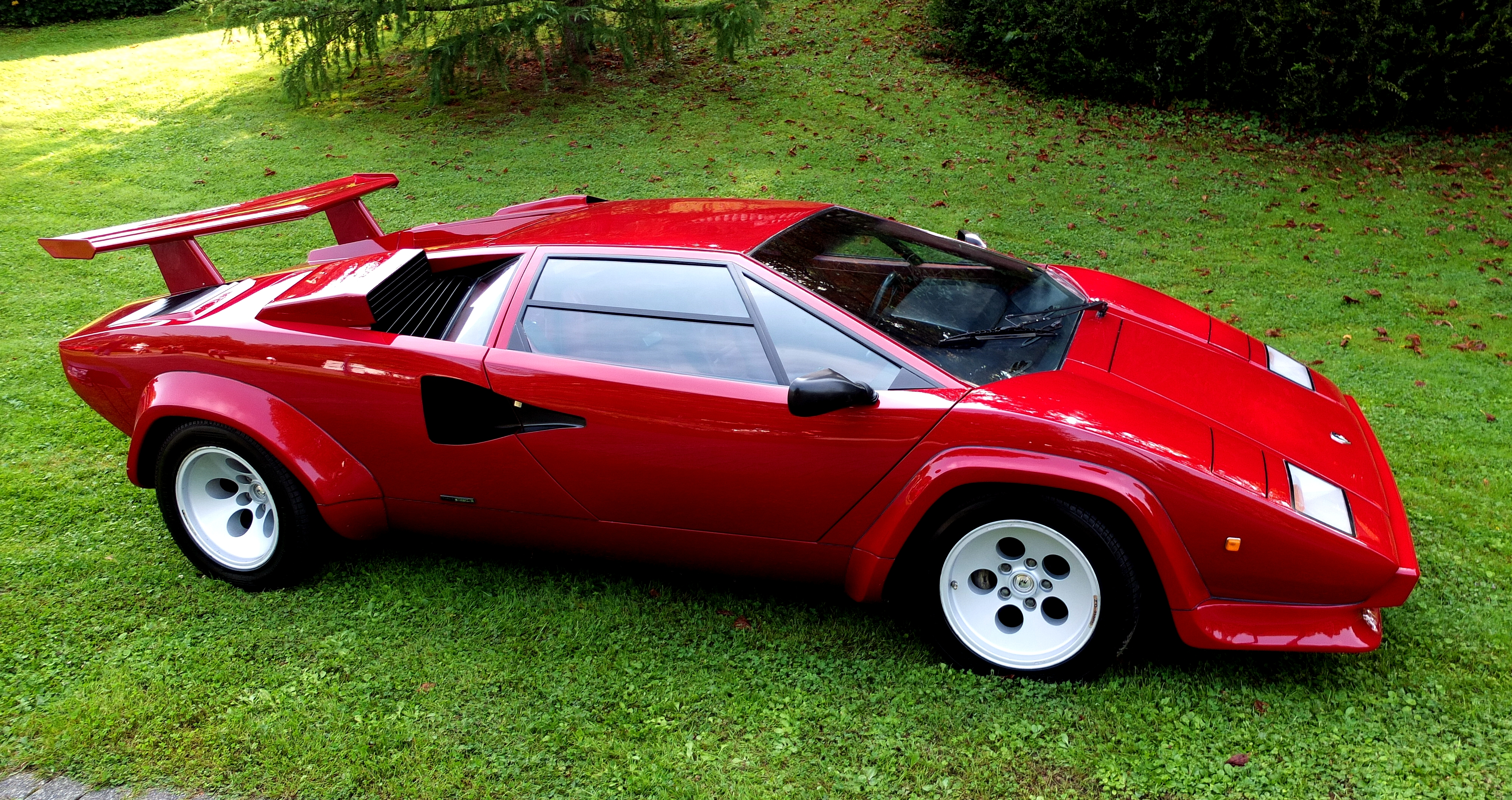
Lamborghini Countach LP 5000 S (1983)